# روز شهدا (افغانستان)
روز شهدا (انگلیسی: Martyrs' Day) در مه ۲۰۱۲، گزارش شد که شورای ملی افغانستان، ۱۸ سنبله (شهریور) را «برای تجلیل از احمد شاه مسعود و کسانی که در راه جنگ برای کشور کشته شدند به‌عنوان یک مناسبت ملی» پذیرفت.
احمد شاه مسعود یکی رهبر نظامی از دره پنجشیر بود. او رهبر مقاومت علیه جنگ شوروی در افغانستان و طالبان بود. او در ۹ سپتامبر در یک حمله انتحاری کشته شد. روز مسعود یک مناسبت تعطیل در افغانستان است که هر ساله برای یادبود مرگ وی روی می‌دهد.
در ۸ سپتامبر ۲۰۱۲، افغانستان روز شهدا را جشن گرفت.
این مناسبت به‌عنوان هفتهٔ شهید نیز جشن گرفته می‌شود که به آن روز مسعود نیز گفته می‌شود.